# Norra Färdsjön
Norra Färdsjön är en sjö i Malung-Sälens kommun i Dalarna och ingår i Dalälvens huvudavrinningsområde. Sjön har en area på 0,131 kvadratkilometer och ligger 446,4 meter över havet. Sjön avvattnas av vattendraget Färdsjövallen. Vid provfiske har abborre fångats i sjön.

## Delavrinningsområde
Norra Färdsjön ingår i det delavrinningsområde (679500-135625) som SMHI kallar för Ovan 679786-135514. Medelhöjden är 526 meter över havet och ytan är 12,32 kvadratkilometer. Det finns inga avrinningsområden uppströms utan avrinningsområdet är högsta punkten. Färdsjövallen som avvattnar avrinningsområdet har biflödesordning 3, vilket innebär att vattnet flödar genom totalt 3 vattendrag innan det når havet efter 475 kilometer. Avrinningsområdet består mestadels av skog (81 procent) och sankmarker (12 procent). Avrinningsområdet har 0,18 kvadratkilometer vattenytor vilket ger det en sjöprocent på 1,5 procent.